# Snipex Alligator
Le Snipex Alligator est un fusil anti-matériel à verrou, alimenté par un chargeur, chambré en 14,5 × 114 mm fabriqué par l'entreprise ukrainienne XADO Holding Ltd.

## Conception
D'une longueur de 2 mètres, et pesant 25 kilos, le fusil à répétition à longue portée de gros calibre alimenté par un chargeur « Snipex Alligator » est conçu pour engager des cibles mobiles et fixes : véhicules, systèmes de communication et de défense aérienne, avions dans les zones de stationnement, positions défensives fixes fortifiées, abris (Dugout), etc. Le chargeur est détachable et contient cinq cartouches. Il est conçu pour pénétrer 10 mm de plaque de blindage à une distance de 1 500 mètres,.
Le fusil a été conçu pour prendre en compte toutes les exigences d'un tir de haute précision. Le verrouillage du canon est réalisé par un mécanisme à verrou. Le fusil démontre un niveau de recul acceptable pendant le tir. Le recul est supprimé par le frein de bouche, l'isolateur de recul, une épaulette multicouche élastique et une masse équilibrée de manière optimale.
Le fusil est doté d'un repose-joue réglable en hauteur, qui peut être positionné pour le tir de la main droite ou gauche. Pour faciliter la visée, la carabine est équipée d’un bipied pliable et d’un support arrière réglable, permettant un réglage fin. Il dispose d'un rail Picatinny avec une pente de 35 minutes d'arc sur lequel divers dispositifs de visée peuvent être montés.

## Historique
Le fusil a été présenté pour la première fois en juin 2020 sur la page Facebook officielle de Snipex. En juillet, la première vidéo de présentation est apparue sur la site YouTube officielle de XADO. Le fusil Snipex Alligator de calibre 14,5 × 114 mm a été adopté officieusement par les forces armées ukrainiennes en 2020, et l'a été officiellement le 2 mars 2021.
L'Alligator a été utilisé par les forces ukrainiennes durant l'invasion russe de l'Ukraine de 2022. Un record de distance de tir létal pour un tireur d'élite y a été enregistré en novembre 2022 à une distance confirmée de 2 710 mètres. Ce record a été amélioré le 14 août 2025, toujours en Ukraine, secteur de Pokrovsk, avec une distance de 4000 mètres.

## Utilisateurs
- Forces armées de l'Ukraine